# آلن دو کاروالو
آلن دو کاروالو (فرانسوی: Alain De Carvalho‎؛ زادهٔ ۹ ژوئن ۱۹۵۳) دوچرخه‌سوار اهل فرانسه است.